# 4925 Zhoushan
4925 Zhoushan је астероид главног астероидног појаса са средњом удаљеношћу од Сунца која износи 3,053 астрономских јединица (АЈ).
Апсолутна магнитуда астероида је 11,6.